# Sharad Yadav

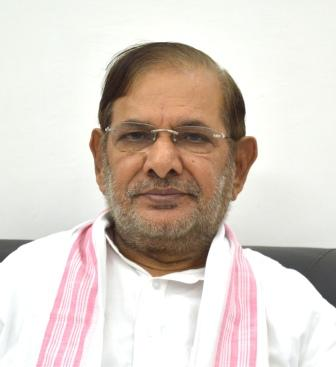
Sharad Yadav (2013)

Sharad Yadav (Hindi शरद यादव, * 1. Juli 1947 in Akhmau, Distrikt Hoshangabad, Madhya Pradesh, Indien; † 12. Januar 2023 in Delhi) war ein indischer Politiker im Bundesstaat Bihar. Er bekleidete mehrfach Ministerämter und war langjähriger Parlamentsabgeordneter in der Lok Sabha bzw. der Rajya Sabha.

## Biografie
Sharad Yadav wurde in eine Bauernfamilie in Madhya Pradesh geboren. Seine Eltern waren Nand Kishore Yadav und Sumitra Yadav. Er besuchte zunächst das örtliche Robertson College und studierte anschließend an der Jabalpur University, wo er den Grad eines B.Sc. und eines B.E. (Bachelor in Elektrotechnik) erhielt. Ab den 1970er Jahren war Yadav politisch aktiv. 1974 wurde er in einer Nachwahl als Kandidat der Bharatiya Lok Dal (BLD) im Wahlkreis 25-Jabalpur in Madhya Pradesh in die Lok Sabha gewählt. Bei der Parlamentswahl 1977 konnte er den Wahlkreis erneut gewinnen. Bei den folgenden Wahlen war er erfolglos, wurde allerdings 1986 in die Rajya Sabha gewählt und gewann erst 1989 wieder ein Lok Sabha-Mandat im Wahlkreis 10-Budaun in Uttar Pradesh, diesmal unter dem Ticket der kurz zuvor gegründeten Janata Dal. Bei den gesamtindischen Parlamentswahlen 1996 gewann er den Wahlkreis 21-Madhepura in Bihar als Janata Dal-Kandidat. In den 1980er Jahren engagierte er sich besonders für die Besserstellung der sogenannten Other Backward Classes.
In den Jahren 1989 bis 1997 war Yadav Generalsekretär der Janata Dal und wurde 1997 deren Parteipräsident. Nach dem Zerfall der Janata Dal in den Jahren 1997 bis 1999 schloss er sich der Janata Dal (United) (JD(U)), einer der Nachfolgeparteien, die ihren Schwerpunkt in Bihar hatte, an und wurde deren Parteivorsitzender. Die JD(U) war seit ihrer Gründung 1999 mit der Bharatiya Janata Party (BJP) im Rahmen der National Democratic Alliance verbündet. Gemeinsamer Hauptgegner in Bihar war die Rashtriya Janata Dal (RJD) unter Yadavs ehemaligem Parteikollegen aus den 1990ern, Lalu Prasad Yadav. Dieser kandidierte seit 1998 ebenfalls regelmäßig im Wahlkreis 21-Madhepura. Der Wahlkreis wurde bei den indischen Wahlen 1998 bis 2009 abwechselnd von einem der beiden Yadavs gewonnen, 1999 und 2009 war Sharad Yadav erfolgreich.
Im 1999 gebildeten Koalitionskabinett unter Premierminister Vajpayee hatte Yadav mehrere Ministerposten inne.
Vom 13. Oktober 1999 bis 31. August 2001 war er Minister für Zivilluftfahrt, anschließend dann vom 1. September 2001 bis 30. Juni 2002 Minister für Arbeit und vom 1. Juli 2002 bis 15. Mai 2004 Minister für Verbraucherangelegenheiten und Ernährung. 2004 wurde Yadav in die Rajya Sabha gewählt.
Im Jahr 2013 zerbrach die langjährige Allianz zwischen BJP und JD(U). Bei der folgenden Parlamentswahl 2014 erzielte die BJP einen Wahlsieg und die JD(U) gewann in Bihar nur zwei von 40 Wahlkreisen. Auch Yadav verlor seinen Wahlkreis 21-Madhepura.
Am 12. Juni 2014 wurde er für die JD(U) in die Rajya Sabha gewählt.
Als die JD(U) auf Betreiben ihres Vorsitzenden Nitish Kumar die 2013 gebildete große Koalition mit der Kongresspartei und der RJD verließ und im Juli 2017 eine Koalition mit der BJP in Bihar einging, wollte eine JD(U)-Fraktion unter Führung von Yadav diesen Schritt nicht mitgehen und spaltete sich von der JD(U) ab. 
Am 18. Mai 2018 wurde in Delhi die Gründung einer neuen politischen Partei aus Sharad Yadavs ehemaliger JD(U)-Fraktion bekannt gegeben. Die neue Partei erhielt den Namen Loktantrik Janata Dal. Die Partei konnte jedoch keine größere Bedeutung erlangen und vereinigte sich auf Betreiben Yadavs am 20. März 2022 mit der RJD unter Lalu Prasad Yadav.
Am 12. Januar 2023 starb Yadav in einem Krankenhaus in Delhi. In Kondolenzbotschaften äußerten zahlreiche Politiker, unter anderen Premierminister Narendra Modi und der RJD-Vorsitzende Lalu Prasad Yadav ihren Respekt vor dem Verstorbenen.

## Persönliches
Am 15. Februar 1989 heiratete Yadav Dr. Rekha Yadav, mit der er einen Sohn und eine Tochter hatte.